# Konstantin Šil'cov
Konstantin Sergeevič Šil'cov (in russo Константин Сергеевич Шильцов?; Elec, 7 maggio 2002) è un calciatore russo, centrocampista del Neftechimik.

## Carriera

### Club
Cresciuto nel settore giovanile dello Spartak Mosca, esordisce in prima squadra il 21 ottobre 2020, in occasione dell'incontro di Kubok Rossii perso per 1-0 contro l'Enisej. Nel 2022 viene ceduto in prestito al Pari Nižnij Novgorod.

### Nazionale
Ha giocato nella nazionale russa Under-18.

## Statistiche

### Presenze e reti nei club
Statistiche aggiornate al 10 settembre 2022.
| Stagione        | Squadra              | Campionato      | Campionato | Campionato | Coppe nazionali | Coppe nazionali | Coppe nazionali | Coppe continentali | Coppe continentali | Coppe continentali | Altre coppe | Altre coppe | Altre coppe | Totale | Totale |
| Stagione        | Squadra              | Comp            | Pres       | Reti       | Comp            | Pres            | Reti            | Comp               | Pres               | Reti               | Comp        | Pres        | Reti        | Pres   | Reti   |
| --------------- | -------------------- | --------------- | ---------- | ---------- | --------------- | --------------- | --------------- | ------------------ | ------------------ | ------------------ | ----------- | ----------- | ----------- | ------ | ------ |
| 2020-2021       | Spartak-2 Mosca      | 1D              | 10         | 0          |                 | -               | -               |                    | -                  | -                  |             | -           | -           | 10     | 0      |
| 2021-2022       | Spartak-2 Mosca      | 1D              | 31         | 10         |                 | -               | -               |                    | -                  | -                  |             | -           | -           | 31     | 10     |
| 2020-2021       | Spartak Mosca        | PL              | -          | -          | CR              | 1               | 0               |                    | -                  | -                  |             | -           | -           | 1      | 0      |
| 2022-2023       | Pari Nižnij Novgorod | PL              | 4          | 0          | CR              | 1               | 0               |                    | -                  | -                  |             | -           | -           | 5      | 0      |
| Totale carriera | Totale carriera      | Totale carriera | 45         | 10         |                 | 2               | 0               |                    | -                  | -                  |             | -           | -           | 47     | 10     |